# Liste der Wappen im Landkreis Starnberg
Die Liste der Wappen im Landkreis Starnberg zeigt die Wappen der Gemeinden im bayerischen Landkreis Starnberg.

## Landkreis Starnberg

Landkreis Starnberg Den bayerischen Rauten aufgelegt oben ein schreitender goldener Löwe, unten ein goldener Adler.
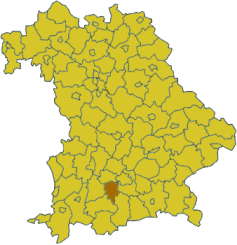
Lage des Landkreises Starnberg in Bayern
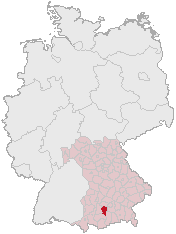
Lage des Landkreises Starnberg in Deutschland

## Wappen der Städte, Märkte und Gemeinden

Gemeinde Andechs Unter silbernem Schildhaupt, darin ein grüner Erlenzweig, in Blau ein schreitender, herschauender goldener Löwe.
Gemeinde Berg In Blau ein silberner Wellenbalken, darüber eine goldene Königskrone, darunter ein silberner Fisch.
Gemeinde Feldafing Unter blauem Schildhaupt, darin ein waagrechter silberner Fisch, in Silber ein grüner Erdbeerstock mit zwei roten Früchten.
Gemeinde Gauting In Blau ein silbernes Mühlrad mit zwölf Schaufeln, darüber schwebend eine goldene Kaiserkrone.
Gemeinde Gilching In Rot eine goldene Glocke.
Gemeinde Herrsching a.Ammersee Geteilt durch einen silbernen Wellenbalken; oben in Blau eine fliegende silberne Möwe, unten gerautet von Weiß und Blau.
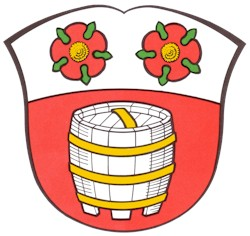
Gemeinde Inning a.Ammersee Unter einem silbernen Schildhaupt, darin nebeneinander zwei rote Rosen, in Rot eine silberne Salzkufe mit goldenen Reifen.
Gemeinde Krailling In Blau ein schräger silberner Wellenbalken, beseitet von je einer bewurzelten silbernen Tanne.
Gemeinde Pöcking Über blauem Wellenschildfuß in Silber eine auffliegende, golden bewehrte rote Eule.
Gemeinde Seefeld Unter dreimal von Rot und Gold gespaltenem Schildhaupt in Silber eine eingeschweifte blaue Spitze, darin ein goldenes Kleeblatt; vorne eine rote heraldische Rose mit goldenem Butzen, hinten nebeneinander zwei pfahlweise gestellte schwarze Rauten.
Stadt Starnberg In Silber auf grünem Dreiberg stehend ein flugbereiter, golden bewehrter schwarzer Star.
Gemeinde Tutzing Geteilt von Rot und Silber; oben ein linkshin schwimmender silberner Fisch, unten ein mit drei sechsstrahligen goldenen Sternen belegter blauer Schrägbalken.
Gemeinde Weßling In Blau zwei schräg gekreuzte goldene Abtstäbe, darüber ein silbernes Schildchen mit einem schwarzen Pfaffenhut, darunter ein silberner Waller.
Gemeinde Wörthsee In Silber ein blauer Wellenbalken, darüber ein blauer Fisch, darunter eine rote heraldische Rose.

## Ehemalige Gemeinden mit eigenem Wappen

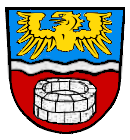
Gemeinde Breitbrunn a.Ammersee
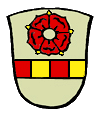
Gemeinde Hechendorf a. Pilsensee
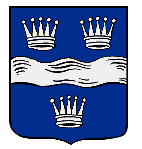
Gemeinde Leutstetten
Gemeinde Oberalting-Seefeld
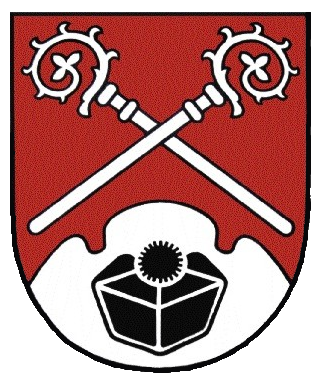
Gemeinde Oberpfaffenhofen
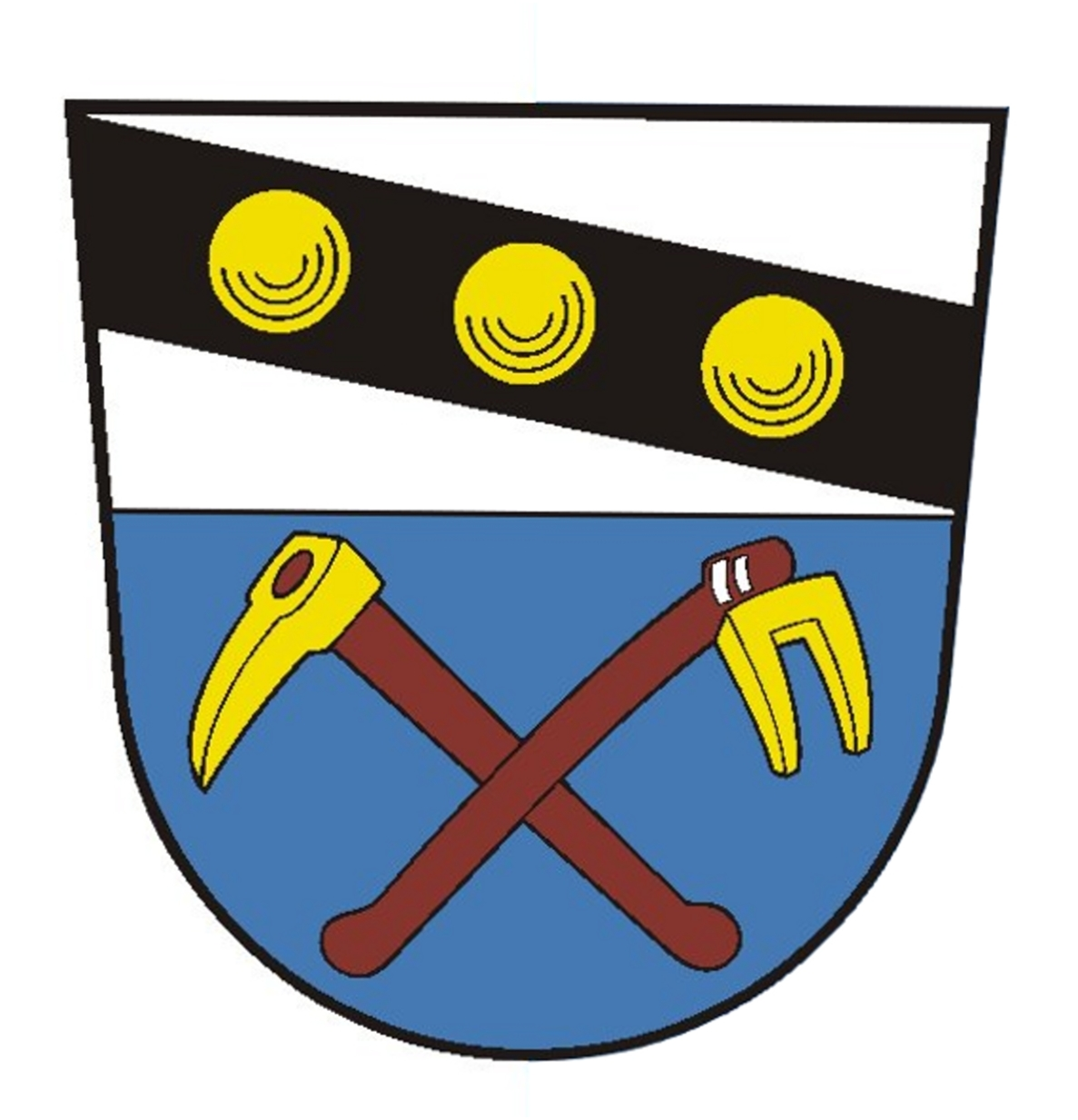
Gemeinde Perchting
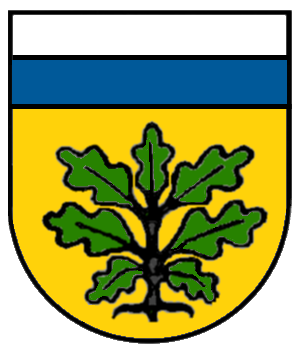
Gemeinde Söcking